# Stare Miasto (Gdańsk)

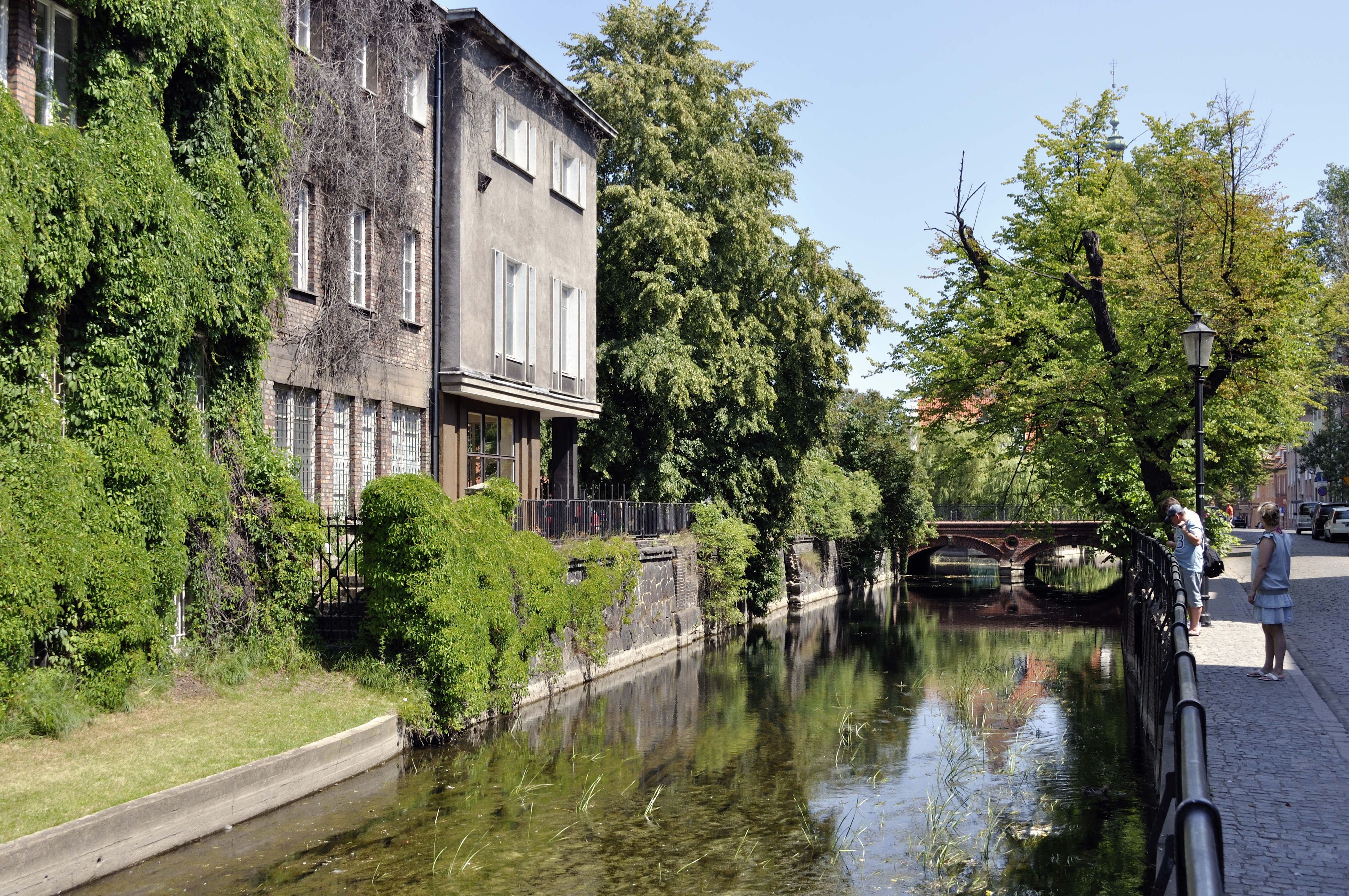
Kanał Raduni

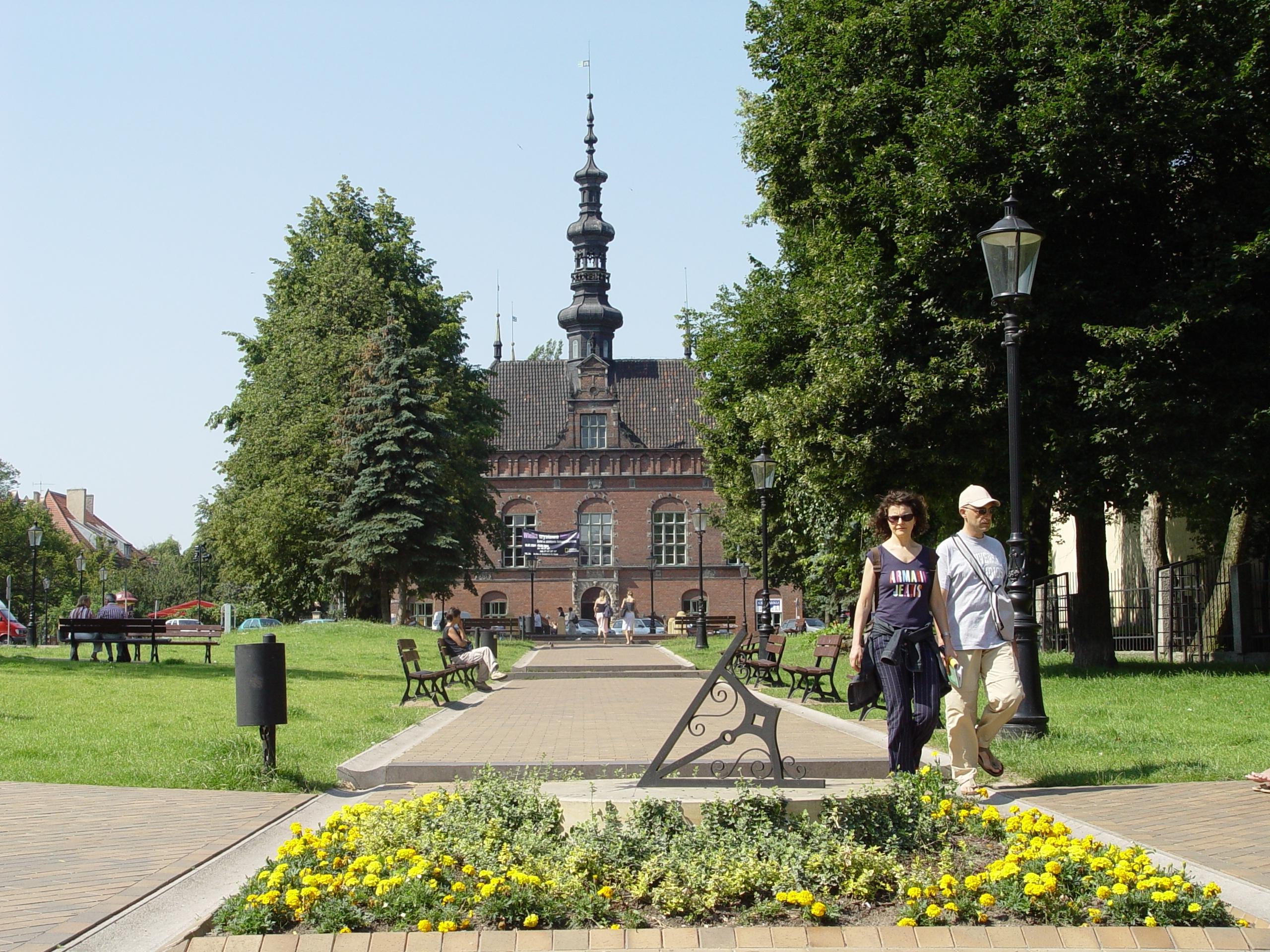
Ratusz Starego Miasta

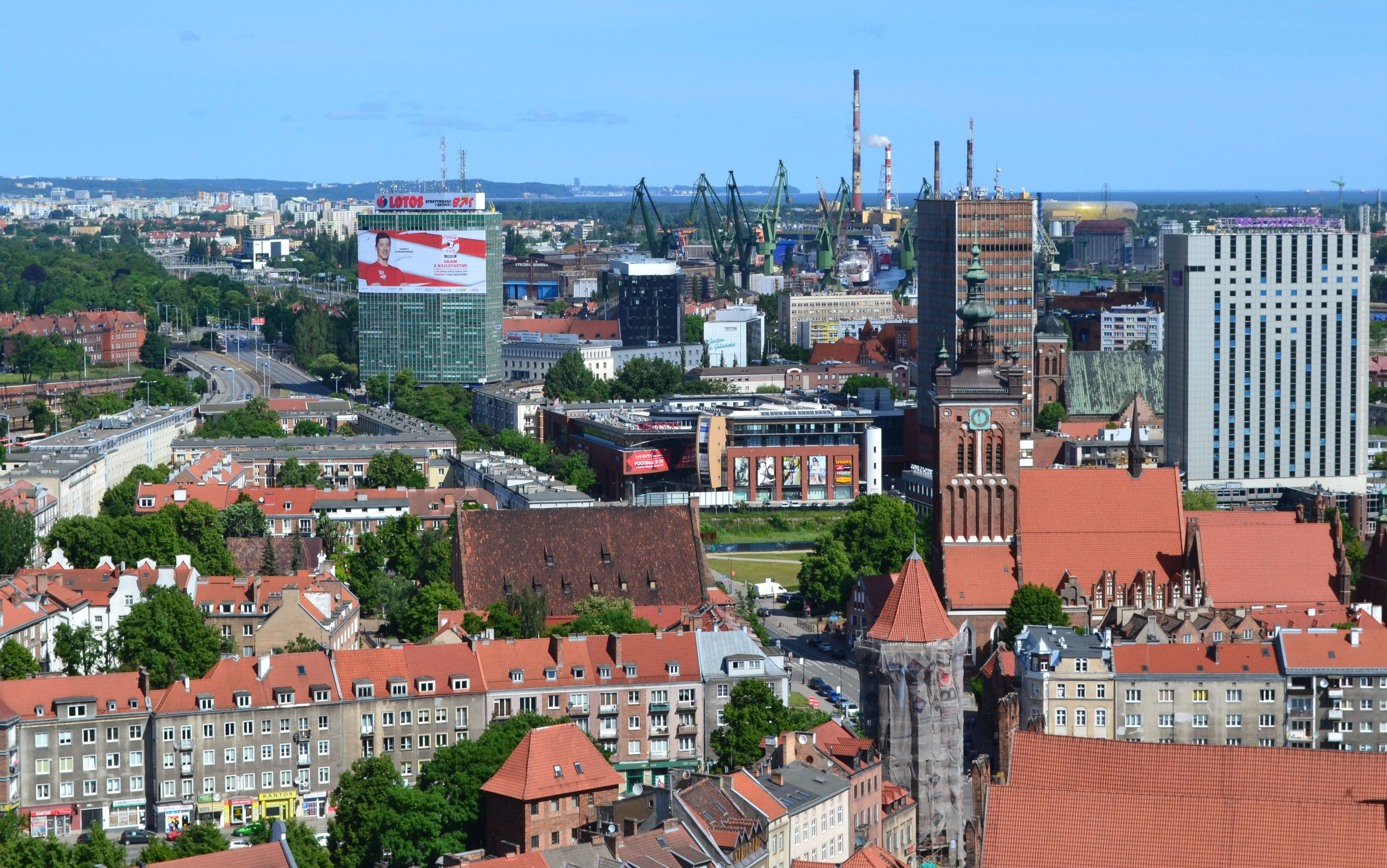
Wieżowce na Starym Mieście

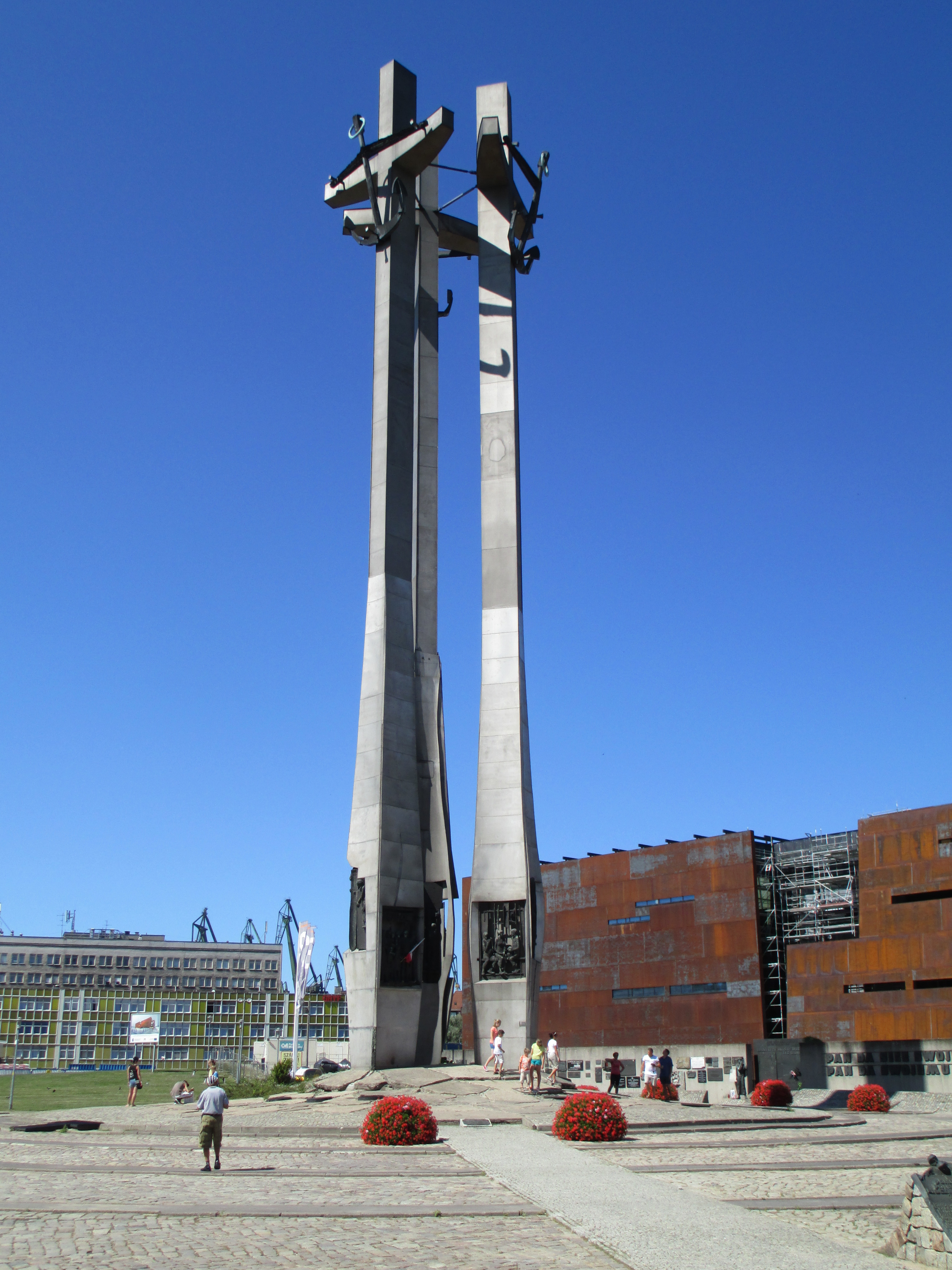
Pomnik Poległych Stoczniowców 1970

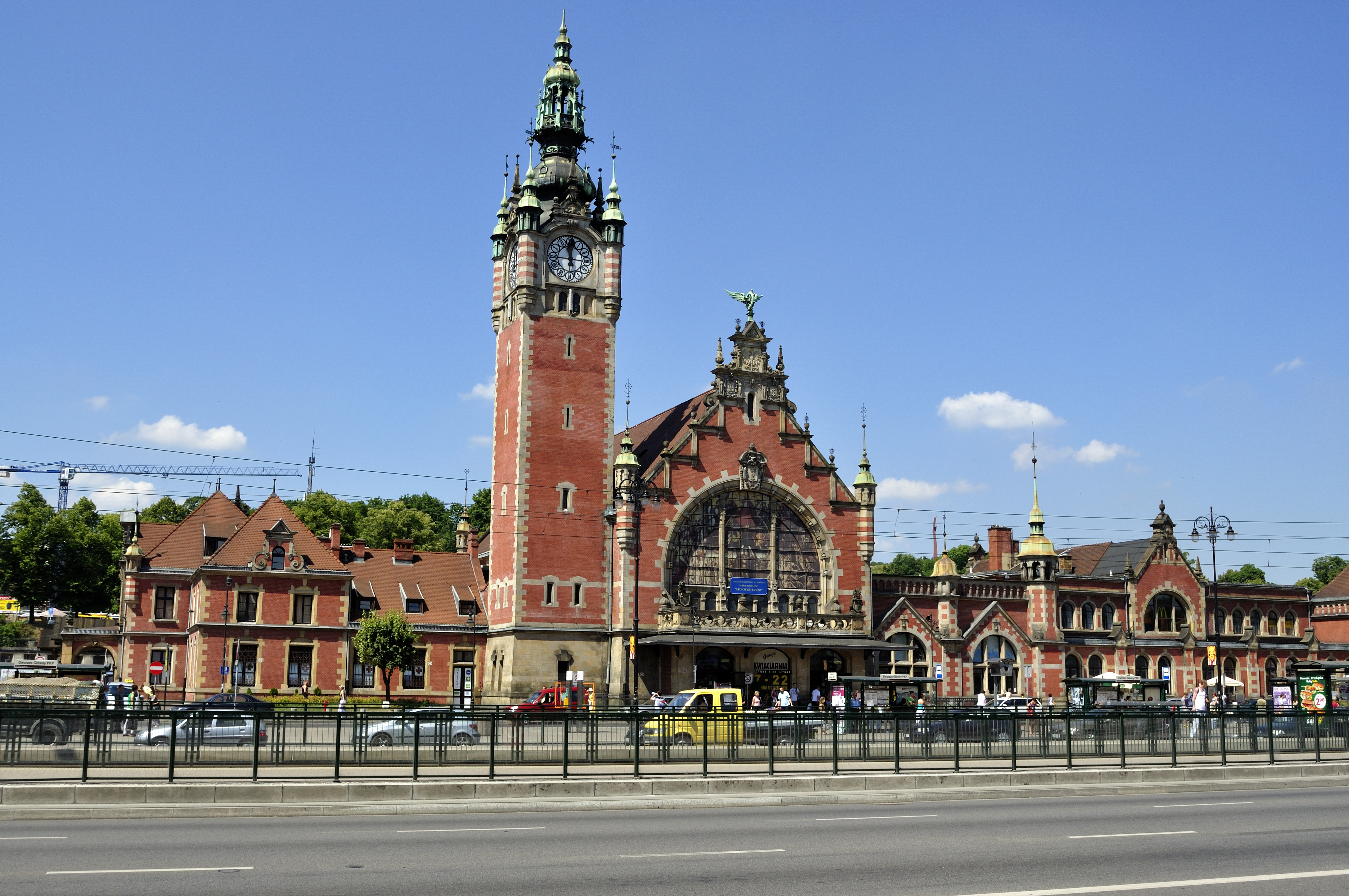
Dworzec Gdańsk Główny

Stare Miasto (niem. Altstadt) – część gdańskiej dzielnicy Śródmieście. Jest to najstarszy obszar miasta.
Stare Miasto uzyskało lokację miejską w 1236 roku, ponowne nadanie praw miejskich przed 1263 rokiem, zdegradowane w 1308 roku.
Historyczna tkanka miejska została zniszczona w wyniku II wojny światowej. Obszar jest mylony z położonym nieopodal Głównym Miastem, na którym znajduje się większość gdańskich zabytków. Stare Miasto ma charakter usługowo-mieszkalny.
Na terenie Starego Miasta żył i pracował astronom Jan Heweliusz.
W 1959, w znajdującym się przy ul. Garncarskiej klubie „Rudy Kot”, odbył się pierwszy w Polsce koncert rockandrollowy.

## Położenie
Stare Miasto znajduje się w północnej części dzielnicy Śródmieście. Graniczy z osiedlami administracyjnymi: Aniołki oraz z Młyniskami, a dokładniej z Młodym Miastem. Na południowym wschodzie styka się z Motławą. Od południa poprzez ulicę Podwale Staromiejskie graniczy z Głównym Miastem, a od zachodu z Nowymi Ogrodami i Grodziskiem. Przez Stare Miasto przepływa Kanał Raduni tworząc małą wyspę.
Wyróżnia się trzy obszary historyczne Starego Miasta:
- Brama Oliwska – obszar na północnym krańcu Starego Miasta w miejscu dawnej bramy miejskiej.
- Osiek – obszar mieszkalny w ostatnim zakolu Kanału Raduni.
- Zamczysko – rejon położony nad Motławą, tereny nieistniejącego zamku krzyżackiego (wraz z późniejszą Wiadrownią).

## Rys historyczny
Dawne nazwy – Gyddanyzc Urbs 999, Castrum Kdanzc 1148, Danzer [koniec XII w.], Dy Alde Stat 1348, Alde Stad Zcu Danczk 1374, Altestatt Danczke 1454, Altstadt 1910.
- ok. 1050 – lokacja grodu
- I połowa XII wieku – osadnictwo słowiańskie na terenie Osieka (po opanowaniu grodu przez Bolesława Krzywoustego)
- II połowa XII wieku – pierwsi osadnicy niemieccy w okolicach współczesnego kościoła Św. Katarzyny
- 1223 – lokacja miasta na prawie lubeckim
- 1308–1377 – podległe komturowi gdańskiemu
- 1377 – lokacja na prawie chełmińskim
- 1433 – otoczona palisadą i rowem
- 1454 – zgodnie z przywilejem zostaje podporządkowane Prawemu (Głównemu) Miastu, zachowując autonomię
- 1476–1493 – budowa, pod nadzorem Prawego Miasta i z jego wsparciem finansowym, fortyfikacji murowanych od zachodu i północy. Stare Miasto nie posiadało umocnień od południa (od strony Prawego Miasta)[3].

## Zabytki
- Ratusz Starego Miasta – budynek z 1589 roku zbudowany w stylu manieryzmu niderlandzkiego. Posiada zbiór zabytkowych obrazów w swoim wnętrzu.
- Wielki Młyn – średniowieczny młyn wodny z 1350 roku położony na wyspie Kanału Raduni. Był jedną z największych budowli produkcyjnych średniowiecznej Europy.
- Mały Młyn – gotycki budynek młyna wodnego nad Kanałem Raduni z ok. 1400 r.
- Dom Opatów Pelplińskich – kamienica w stylu manieryzmu niderlandzkiego położona przy ulicy Elżbietańskiej.
- Poczta Polska – budynek poczty polskiej w Wolnym Mieście Gdańsku, miejsce walk toczonych 1 września 1939 r. pomiędzy pracownikami poczty i ponad 3 razy liczniejszymi niemieckimi oddziałami Policji Porządkowej (Schutzpolizei) oraz pododdziałami SS Wachsturmbann "E" i SS-Heimwehr.
- Dworzec Gdańsk Główny – historyzujący budynek dworca z 1900 roku wraz z wieżą zegarową o wysokości 50 metrów.
- Dom Kaznodziejów
- Domek ryglowy

### Pomniki
- Pomnik Poległych Stoczniowców 1970 – monument na Placu Solidarności upamiętniający ofiary grudnia 70' wzniesiony w 1980 r.
- Pomnik króla Jana III Sobieskiego – pomnik na Targu Drzewnym z 1898 roku. Sprowadzony ze Lwowa.
- Pomnik Obrońców Poczty Polskiej – pomnik upamiętniający walki o pocztę polską.

## Obiekty sakralne
- kościół św. Katarzyny z carillonem.
- kościół św. Bartłomieja
- kościół św. Jakuba
- kościół św. Elżbiety
- kościół św. Józefa
- kościół św. Brygidy

## Transport
Przez zachodnią część Starego Miasta przebiegają droga krajowa nr 91 oraz droga wojewódzka nr 468. Na tym terenie łączą się ze sobą trasy tramwajowe z Wrzeszcza, Nowego Portu, Stogów, Łostowic i Siedlec.
Na Starym Mieście znajduje się stacja kolejowa Gdańsk Główny obsługująca połączenia kolejowe wszystkich typów. Jest ona również przystankiem kolejowym trójmiejskiej SKM.
W 2013 przez krótki czas funkcjonowała na obszarze dzielnicy pętla Stare Miasto. Po jej likwidacji uruchomiona została kursująca po Głównym i Starym Mieście okrężna linia autobusowa 100.